# Friedrich von Dewitz (Politiker, 1843)
Friedrich Wilhelm Otto Ulrich Karl Helmut Julius von Dewitz (* 25. November 1843 in Cölpin; † 31. März 1928 ebenda) war ein mecklenburgischer Gutsbesitzer, Jurist und als Staatsminister von 1885 bis 1907 Regierungschef von Mecklenburg-Strelitz.

## Familie
Friedrich von Dewitz (Nr. 579 der Geschlechtszählung) war ein Sohn des gleichnamigen Gutsbesitzers und Abgeordneten Friedrich von Dewitz und dessen Frau Thekla, geb. von Maltzahn (1819–1902). Otto (Balthasar) von Dewitz (1853–1919) war sein Bruder.
Am 18. Juni 1873 heiratete er in Doberan Ida, geb. von Zülow (* 18. Mai 1854 in Schwerin; † 20. November 1940 in Cölpin). Das Paar hatte folgende Kinder:
- Marie Sophie (* 28. Mai 1874)
- Luise (* 27. Juni 1880)
- Friedrich (* 19. Januar 1883; † 8. Juli 1967)

## Leben
Friedrich besuchte Gymnasien in Lüneburg und Dresden und studierte ab 1863 Rechtswissenschaften an den Universitäten Heidelberg, Berlin und ab April 1866 Rostock. 1864 wurde er Mitglied des Corps Saxo-Borussia Heidelberg. 1873 trat er als Assessor beim Justizamt und der Landvogtei Schönberg in den mecklenburg-strelitzischen Staatsdienst. 1875 wurde er Mitarbeiter in der Landesregierung Neustrelitz, wo er vom Regierungsassessor zum Regierungsrat und Geheimen Regierungsrat aufstieg. Von 1885 bis 1907 stand er als Staatsminister an der Spitze der großherzoglichen Regierung von Mecklenburg-Strelitz. Ab 1886 war er zugleich Ordenskanzler der Großherzoglichen Orden und Ehrenzeichen von Mecklenburg-Strelitz.
Ab 1882 war er Mitglied im Verein für mecklenburgische Geschichte und Altertumskunde.

## Auszeichnungen
- Hausorden der Wendischen Krone: 1883 Komtur, 1885 Großkomtur, 1888 Großkreuz mit der Krone in Gold, 1904 in Brillanten